# 阿杜姆舞
阿杜姆舞（英語：Adumu），又称为“马赛跳跃舞（Maasai Jumping Dance）”，是肯尼亚与坦桑尼亚马赛人的传统民族舞蹈。年轻的马赛战士（也称为“伊尔莫兰（Ilmurran）”）通常会在婚礼、祭祀等重要文化场合表演这种充满活力的杂技舞蹈。

## 名称来源
阿杜姆舞（Adumu）這個名称的来源眾説紛紜，其确切起源及词源目前尚无明确定论，但一般认为源自马赛人。其中一种说法认为，阿杜姆舞源自马赛人语言中的动词，意为“跳”或“跃”，此说法凸显了阿杜姆舞蹈的动作特点。另一种说法则认为，阿杜姆舞源自问候语，马赛人在开始跳阿杜姆舞时都会喊出该词，此说法彰显了阿杜姆舞的仪式性，以及阿杜姆舞与马赛人的文化关联。由於阿杜姆舞本身就是马赛人文化的重要组成部分，因此尽管阿杜姆舞的来源存有疑問，这个名字在马赛人族群内可謂家喻戶曉。

## 发展历史
阿杜姆舞与肯尼亚和坦桑尼亚的马赛人有错综复杂的文化及历史联系。虽然该舞蹈的起源尚无定论，但是人们普遍认为阿杜姆舞是马赛人战士的训练方法，同时也是马赛人战士展示其耐力、敏捷与力量的方式。根据马赛人的历史，阿杜姆舞最初是由年轻的马赛人战士表演，目的在于训练跳跃能力，这对狩猎和战斗是必不可少的。随后，这种舞蹈开始在马赛人的婚礼、祭祀等重要文化场合出現。时至今日，阿杜姆舞已经演变成为一种更有组织性和仪式性的舞蹈。

## 舞蹈形式

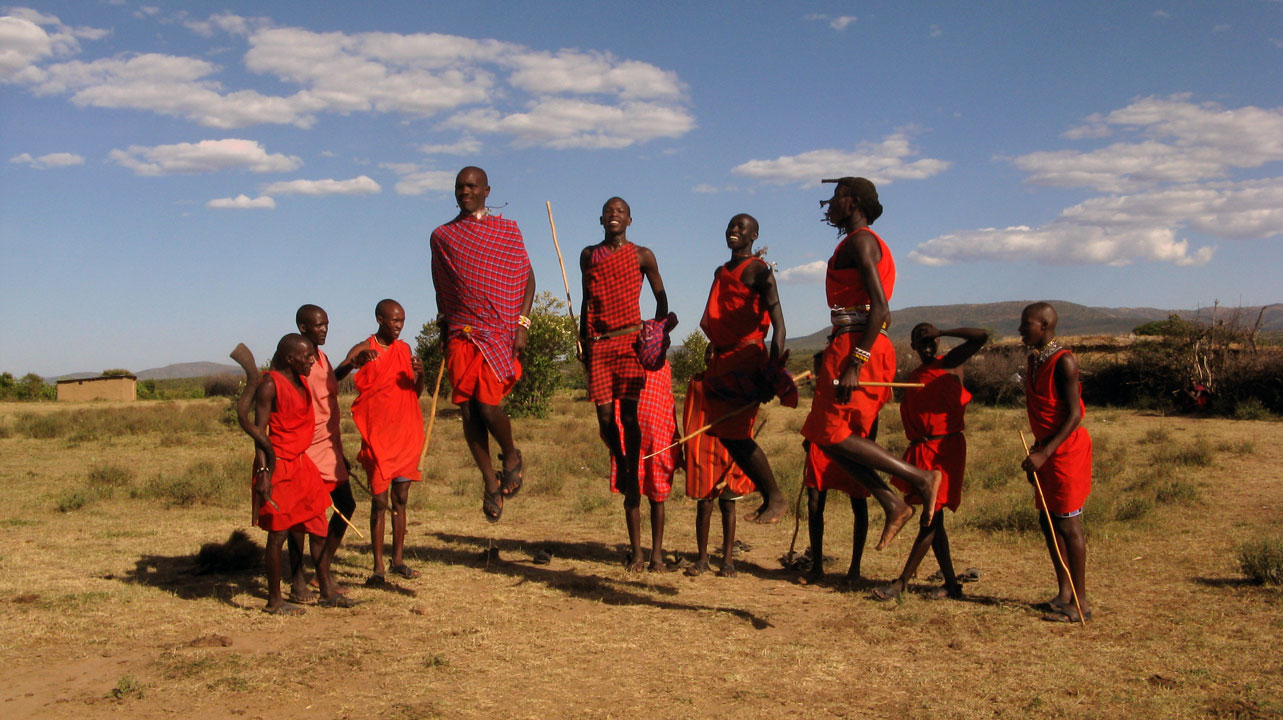
马赛男子正在表演阿杜姆舞

阿杜姆舞的特点是一群舞者表演一系列跳跃性舞蹈动作；舞者们会围城一个圆圈，然后彼此交替向上跳跃并同时在跳跃中保持身体的挺直。舞者们会在表演时穿着色彩艳丽的马赛人传统服饰“舒咔（shúkàs）”并佩戴珠串首饰，同时还会在舞蹈表演过程中，舞者还会演唱马赛人的传统歌曲或宗教歌曲。
现代的阿杜姆舞是一种极具象征意义的舞蹈，在马赛人的重要仪式上表演并在舞蹈的过程中使用许多极具该民族文化特色的物品。马赛人的文化、历史和意义都通过这些物品传达出来，这些物品构成了舞蹈的重要组成部分。传统的马赛服装是马赛人表演阿杜姆舞的重要文化物品，这些色彩艳丽的民族服饰被称为“舒咔（shúkàs）”；它们用特殊的穿着方式覆盖在舞者们的身上。同时这些服装之外还会佩戴珠状饰物及其他饰品，而它们大多是红色，这被认为是是马赛人的象征。
除了传统服装外，阿杜姆舞在表演时还会使用到诸如鼓、摇铃、号等乐器。这些乐器多由舞者及所属部落的其他人提供并由他们演奏，这些乐器为舞蹈的节奏及旋律伴奏提供了极大的帮助。传统马赛珠宝是阿杜姆舞中另一个重要的文化元素。舞者经常佩戴由珠子、贝壳和其他材料制成的昂贵项链、手镯和耳环。这些珠宝非常具有象征意义，代表着马赛文化的重要元素，包括财富、声望和身份。此外，舞者在表演阿杜姆时会携带长矛和盾牌，这涉及各种传统手势和符号。这些象征提醒族人他们祖先的勇敢和坚韧，同时也代表了马赛人的战士传统。最终，阿杜姆传统舞蹈通过融入文化元素，强化了马赛人的文化认同和传承。因此，它们在舞蹈以及整个马赛文化中都发挥着至关重要的作用。
阿杜姆舞的评判标准是舞者跳跃时的高度以及他们在跳跃中的优雅及灵敏。这种舞蹈是极具竞争性的，它将马赛人战士的力量、敏捷和耐力，以及他们的勇敢和英雄主义都通过舞蹈展现出来。

## 影响争议
尽管阿杜姆舞蹈对马赛文化的意义重大，但最近它却遭到抨击并引发争议。一些人担心舞者可能会受伤，以及马赛文化被利用来吸引游客。然而，许多马赛人仍然将阿杜姆舞蹈视为其文化遗产的重要组成部分，并正在采取措施确保以尊重和安全的方式进行表演。